# FTSE ATHEX 20
FTSE ATHEX 20 to indeks giełdowy grupujący największe spółki giełdowe notowane na Giełdzie Papierów Wartościowych w Atenach. Kod ISIN: GRI99201A006.

## Skład indeksu (tiker)
1. Alpha Bank A.E (ALPHA)
2. Jumbo (BELA)
3. Viohalco (BIOX)
4. Cyprus Bank Ltd (Bank of Cyprus) (BOC)
5. Marfin Laiki Bank (CPBANK)
6. Coca-Cola HBC (EEEK)
7. EFG Eurobank Ergasias (EUROB)
8. Ellaktor (ELLAKTOR)
9. Hellenic Petroleum (ELPE)
10. Marfin Investment Group (MIG)
11. Motor Oil Hellas (MOH)
12. Mytilineos Holdings (MYTIL)
13. National Bank of Greece (ETE)
14. OPAP (Greek Organisation of Football Prognostics) (OPAP)
15. OTE (Hellenic Telecommunications Organization) (HTO)
16. Piraeus Bank (TPEIR)
17. Public Power Corporation (PPC)
18. Titan Cement Company (TITK)
19. TT Hellenic Postbank (TT)

## Spółki które wypadły z indeksu
1. Agricultural Bank of Greece (ATEbank) (ATE)
2. Cyprus Popular Bank (MARFB)
3. Intralot (INLOT)